# باتريسيا جيرارد
باتريسيا جيرارد (بالفرنسية: Patricia Girard)‏ هي منافسة ألعاب القوى فرنسية، ولدت في 8 أبريل 1968 في بوانت-آه-بيتر في فرنسا.

## وصلات خارجية
- باتريسيا جيرارد على موقع الاتحاد الدولي لألعاب القوى (الإنجليزية)
- باتريسيا جيرارد على موقع الاتحاد الفرنسي لألعاب القوى (الفرنسية)
- باتريسيا جيرارد على موقع أوليمبيديا (الإنجليزية)